# Cerura purusa
Cerura purusa är en fjärilsart som beskrevs av William Schaus 1928. Cerura purusa ingår i släktet Cerura och familjen tandspinnare. Inga underarter finns listade i Catalogue of Life.